# The Navigator
The Navigator is een stomme film uit 1924 onder regie van Donald Crisp en Buster Keaton. Onder distributie van Metro Pictures Corporation is dit een film die zich op een boot afspeelt. Keaton speelde in 1921 al in een film die zich afspeelt op een boot, toen hij te zien was in The Boat.

## Verhaal
Rollo en Betsy zijn twee verwende en rijke mensen. Wanneer de verliefde Rollo Betsy ten huwelijk vraagt, weigert ze tot zijn verbazing. Rollo is gebroken en gaat aan boord van zijn luxe zeilschip, waarmee hij van plan was met Betsy op huwelijksreis te gaan. Betsy is ondertussen op zoek naar haar vader en gaat aan boord van zijn schip.
Wat Rollo niet weet, is dat hij per ongeluk aan boord gaat van het schip van Betsy's vader. In het begin onwetend, ontdekken de twee al gauw dat ze met elkaar opgescheept zijn. Terwijl ze hier moeilijk mee om weten te gaan, liggen er bloeddorstige kannibalen op de loer.

## Rolverdeling
| Acteur          | Personage      |
| --------------- | -------------- |
| Buster Keaton   | Rollo Treadway |
| Kathryn McGuire | Betsy O'Brien  |
| Frederick Vroom | John O'Brien   |

## Trivia
- Buster Keaton kreeg het idee voor een film toen hij erachter kwam dat een groot passagiersschip op het punt stond om afgedankt te worden. Hij greep zijn kans en kocht het schip voor een kleine prijs. Een paar jaar eerder was het schip, de Buford, door de regering gebruikt om een aantal dissidenten, waaronder Emma Goldman, naar de Sovjet-Unie te deporteren.
- In de film Toy Story 2 wordt verwezen naar deze film.
- Iron Maiden bezingt dit onderwerp in het nummer Ghost of the Navigator